# 8 Shenton Way
8 Shenton Way (en chino, 八珊顿道;), antiguamente The Treasury y Temasek Tower, es el sexto rascacielos más alto de la ciudad de Singapur, con una altura de 235 m (771 pies). Es actualmente el edificio cilíndrico más alto del mundo. Construido en 1986 como Treasury Building, tiene 52 plantas y es uno de los edificios más prominentes en el distrito financiero. La torre alberga 16 ascensores de doble cabina suministrados por Otis. El actual Primer ministro, Lee Hsien Loong, tuvo una vez su oficina en el edificio. El rascacielos fue renombrado Temasek Tower (en chino simplificado, 淡马锡大厦) cuando el Ministerio de Finanzas se trasladó a The Treasury en High Street. La agencia de publicidad BBDO Worldwide alberga su Sede Asia-Pacífica aquí. 
En abril de 2007, CapitaLand vendió Temasek Tower a MGP Raffle Pte Ltd. Temasek Tower es conocida en la actualidad como AXA Tower.

## Arquitectura
- La estructura consiste en vigas de acero en voladizo desde un núcleo cilíndrico de hormigón. Esto permite vistas de 360°, no obstruidas por columnas perimetrales.

## Demolición
El edificio está siendo demolido para su reemplazo por un edificio más alto en el mismo sitio, lo que lo convierte en el edificio voluntariamente demolido más alto del mundo, superando el JPMorgan Chase Tower (Nueva York) que fue demolido en 2019. Será sustituido por un nuevo rascacielos homónimo de 305 metros (70 metros más que el antiguo) y 63 pisos cuya construcción finalizará en el año 2028.